# Mario Andretti
Mario Gabriele Andretti (* 28. Februar 1940 in Montona, Königreich Italien, heute Motovun, Kroatien) ist ein ehemaliger US-amerikanischer Automobilrennfahrer. Er startete sowohl in der europäisch geprägten Formel-1-Weltmeisterschaft, die er 1978 für sich entschied, als auch in der US-amerikanischen Indy-Car-Serie, wo er 1984 den Titel gewann. 1969 siegte er zudem beim 500-Meilen-Rennen von Indianapolis.

## Familie
Mario Andretti und sein Zwillingsbruder Aldo Andretti wurden in Istrien geboren. Zur Zeit seiner Geburt gehörte Istrien zum Königreich Italien, wurde jedoch nach der Pariser Friedenskonferenz 1946 Jugoslawien zugesprochen. Die Familie Andrettis floh im Zuge der Vertreibung italienischstämmiger Menschen zunächst ins italienische Lucca. Im Juni 1955 emigrierte die Familie mit der Conte Biancamano in die USA und ließ sich in Nazareth (im US-Bundesstaat Pennsylvania gelegen) nieder, wo Andretti schließlich 1964 eingebürgert wurde.
Andretti war ab 1961 mit Dee Ann geb. Hoch (1942–2018) verheiratet. Aus der Ehe stammen die drei Kinder Michael, Jeff und Barbie Dee Andretti. Seine Söhne Michael Andretti und Jeff Andretti sowie sein Enkel Marco Andretti sind bzw. waren ebenfalls Rennfahrer.

## Rennsportkarriere

### USAC- und CART-Meisterschaft

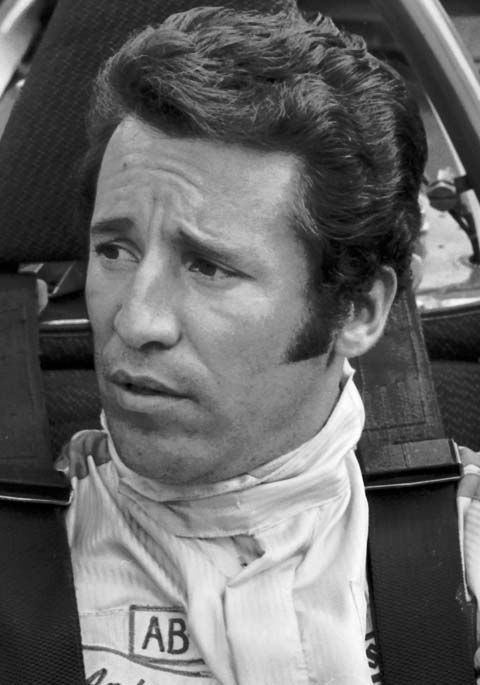
Andretti 1969

Schon früh interessierte Andretti sich gemeinsam mit seinem Zwillingsbruder Aldo für den Motorsport. Ab 1959 begannen die beiden Midget-Car-Rennen auf lokalen Ovalkursen zu fahren; Mario gewann 1964 die Meisterschaft.
Andretti gab 1964 sein Debüt in der USAC-Meisterschaft. Als er 1994 nach 30 Jahren Teilnahme – die Rennserie lief längst unter der Bezeichnung Indy Car World Series – zurücktrat, hatte er 407 Rennen bestritten, vier Meisterschaften gewonnen, 52 Siege errungen (nur A. J. Foyt gewann mit 62 Erfolgen öfter als Andretti) und 7587 Runden geführt. Weitere Rekorde: 66 Pole-Positions, und auch am knappsten Rennausgang bei einem Rundstreckenrennen (die US-amerikanische Monoposto-Serie wurde damals größtenteils auf Ovalkursen ausgetragen) war er beteiligt: 1986 gewann er in Portland mit einem Vorsprung von 0,07 Sekunden.
Seinen ersten Sieg feierte er am 25. Juli 1965 in einem Hawk-Ford am Indianapolis Raceway Park. Seine Konkurrenten waren in den 1960er-Jahren Fahrer wie Al Unser, Bobby Unser, Lloyd Ruby, Don Branson, Johnny Rutherford, Gordon Johncock, Joe Leonard und A. J. Foyt. Bei seinem letzten Sieg am 4. April 1993 am Phoenix International Raceway fuhr er gegen Nigel Mansell, Al Unser junior, Emerson Fittipaldi, Paul Tracy und seinen Sohn Michael.
1965 holte er sich seine erste Meisterschaft, einen Erfolg, den er ein Jahr später wiederholen konnte. 1969 errang er die Meisterschaft auf einem Kuzma-Offenhauser und fuhr dabei auch ein Rennen mit dem Brabham BT25. Seinen vierten und letzten Titel gewann er 1984 – als die Rennserie als CART-Meisterschaft ausgetragen wurde – auf einem Lola T800 für das Newman/Haas Racing-Team.

#### 500-Meilen-Rennen von Indianapolis

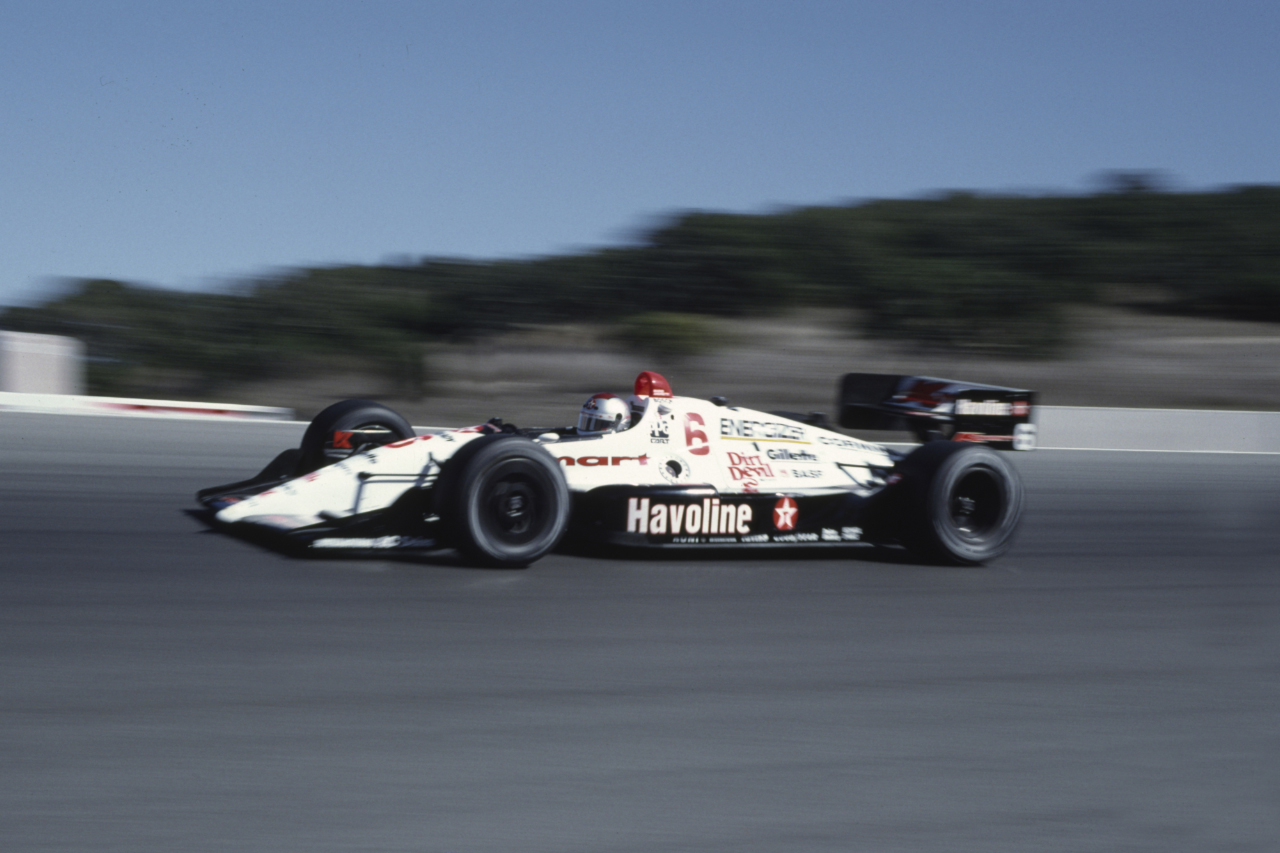
Andretti 1991 in Laguna Seca im Newman/Haas

Bei 29 Starts konnte Mario Andretti nur einmal – 1969 – das 500-Meilen-Rennen gewinnen. Die Fülle an Zwischenfällen und Beinahe-Erfolgen führte in den USA dazu, dass man im Zusammenhang mit den Andrettis – auch sein Sohn Michael und sein Neffe John waren in Indianapolis immer von Pech verfolgt – und dem 500-Meilen-Rennen vom „Andretti-Fluch“ sprach. Laut US-Presse geht dieser Fluch auf den „Siegerkuss“ von Andrettis Teamchef Andy Granatelli nach der Siegesfahrt 1969 zurück.
Bei seinem Debüt 1966 führte er 16 Runden lang, ehe ihn ein Ventilschaden aus dem Rennen warf. Ein Jahr später verlor er ein Rad und musste nach 58 Runden aufgeben. 1968 stoppte ihn schon nach zwei Runden ein schadhafter Kolben, er wechselte zwar ins Auto seines Teamkollegen Larry Dickson, lag aber bereits aussichtslos zurück und musste nach 24 Runden mit einem erneuten Kolbenschaden endgültig aufgeben. In beiden Jahren war er jeweils von der Pole-Position aus ins Rennen gegangen.
1969 wechselte Andretti zu Andy Granatelli, der in den beiden Jahren davor mit den Turbinen-Rennwagen wie dem Lotus 56 auch nicht vom Glück verfolgt war. Im Training hatte er einen schweren Unfall und zerstörte dabei den revolutionären Allrad-Lotus-64 völlig. Mario Andretti erlitt dabei Brandverletzungen im Gesicht, weshalb ihn sein Zwillingsbruder Aldo beim üblichen Gruppenfoto vertreten musste. Eine Woche später qualifizierte er sich für die erste Startreihe und gewann das Rennen in einem Hawk-Ford. 1970 wurde er sechster auf McNamara und 1971 hatte er schon nach elf Runden einen Unfall. 1972 lag er klar in Führung, als ihm sechs Runden vor Schluss das Benzin ausging und er auf den achten Rang zurückfiel. 1973 und 1974 kam er durch Ausfälle, ausgelöst durch einen Ventil- bzw. einen Kolbenschaden, nur vier bzw. zwei Runden weit. Bis Ende der 1970er-Jahre endeten die Rennen erneut durch Ausfälle.
1981 beendete er das Rennen mit einem Rückstand von acht Sekunden auf den Sieger Bobby Unser als Zweiter. Einen Tag später wurde Unser mit einer Strafrunde belegt, weil er unter Gelber Flagge überholt hatte. Mario Andretti durfte sich einen Monat über seinen zweiten Indy-500-Sieg freuen, ehe der Einspruch von Unsers Teamchef Roger Penske Erfolg hatte und die Strafe von Unser aufgehoben wurde. 1982 und 1983 hatte er frühe Unfälle. 1984 fuhr er in seiner ersten Qualifikationsrunde Rekord, im Rennen lag er lange in Führung, musste aber wegen technischer Probleme aufgeben.

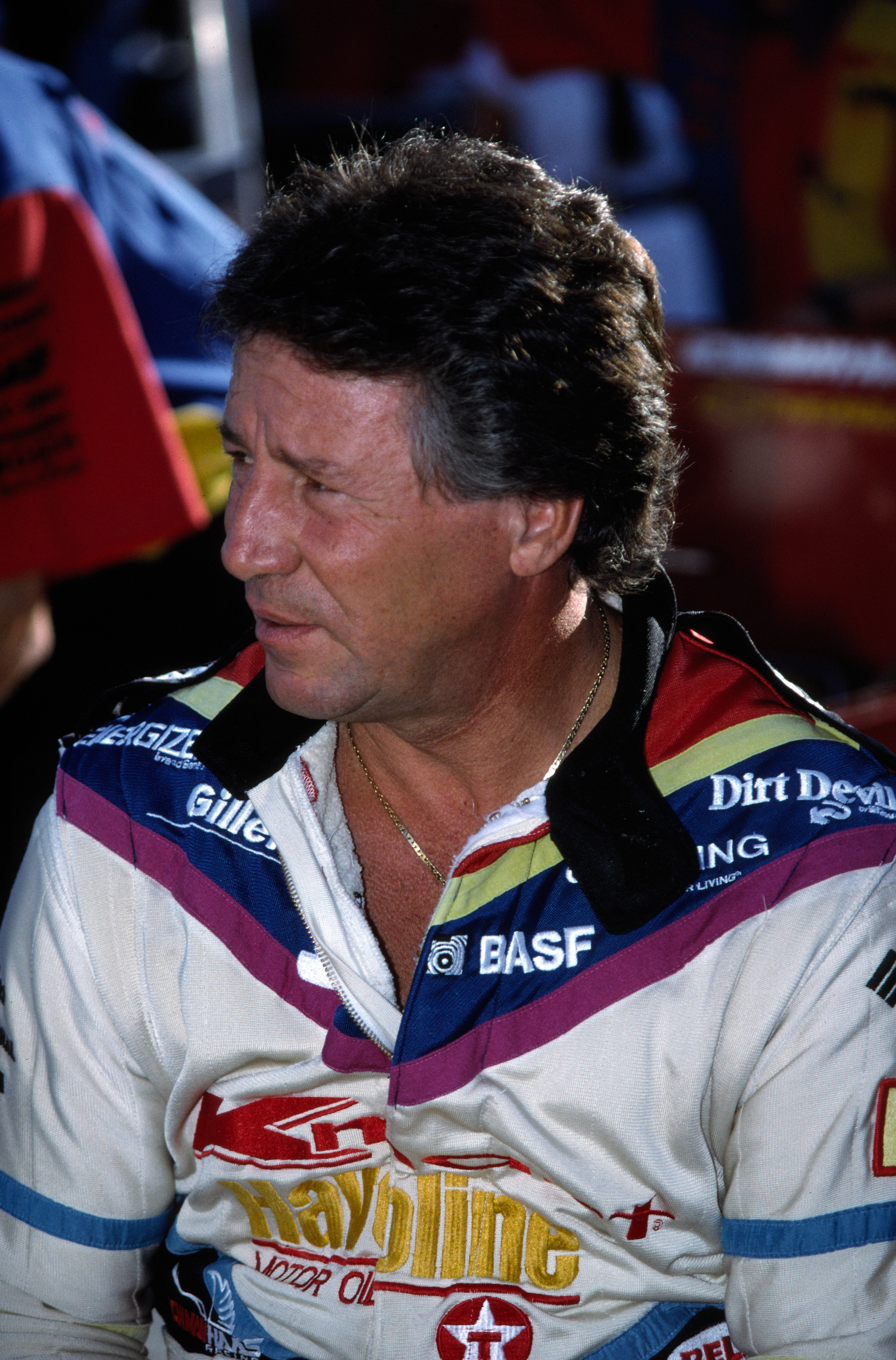
Andretti 1991 in Phoenix/Arizona

1985 drehte sich Danny Sullivan, kurz nachdem er Andretti von der Führung verdrängt hatte. Nach der Gelbphase ging Sullivan erneut am führenden Andretti vorbei und fuhr zum Sieg. Andretti sagte nachher, „er hätte eine große Chance auf den Sieg gehabt, diese aber nicht wahrgenommen“. Nach einem Ausfall in der 19. Runde 1986 dominierte er das Rennen 1987. Er führte 170 der ersten 177 Runden und musste das Rennen 23 Runden vor Schluss mit einem Schaden an der Elektrik aufgeben.
1992 war das Rennen von zwei schweren Andretti-Unfällen überschattet. Mario hatte, nachdem er viel Zeit an der Box verloren hatte, einen Unfall, bei dem er sich einige Zehen brach. Schlimmer erwischte es seinen Sohn Jeff, der sich beide Beine brach und seine Karriere so gut wie beendete. Auch 1993 hatte Andretti die meisten Führungsrunden, musste sich im Ziel aber mit Platz fünf begnügen. Bei seinem offiziellen Abschiedsrennen fiel er früh durch Motorschaden aus.
2003 gab Andretti ein überraschendes Comeback in Indianapolis, das beinahe fatal endete. Während des Testtages war der 63-jährige US-Amerikaner so schnell, dass Spekulationen aufkamen, er könnte auch am Rennen teilnehmen. Eigentlich sollte er jedoch nur als Ersatzfahrer für den verletzten Tony Kanaan die Testarbeit übernehmen. Zwei Minuten vor Ende der Session hatte Kenny Bräck einen Unfall. Der knapp dahinter fahrende Andretti fuhr mit hohem Tempo über Wrackteile und verlor den Anpressdruck unter seinem Andretti-Green-Rennwagen. Der Wagen stieg auf und überschlug sich mehrmals entlang des Begrenzungszauns. Andrettis Glück war, dass der Wagen nicht über den Zaun flog und nach den Überschlägen auf der Seite liegen blieb. Unverletzt erklärte er einen Tag später seinen endgültigen Rücktritt.

#### NASCAR & IROC
Parallel zu seinen Aktivitäten in den Monoposto-Serien startete Andretti vereinzelt auch bei Rennen der NASCAR-Serie; sein größter Erfolg hierbei war 1967 der Sieg bei den prestigeträchtigen Daytona 500 in einem Auto des damals dominierenden Holman Moody-Teams. Er ist damit der einzige in Europa geborene Fahrer, dem dies gelang. Außerdem konnte Andretti 1969 auch das Pikes Peak International Hill Climb gewinnen. Zudem startete er sechsmal bei der International-Race-of-Champions-Saison.

### Formel 1

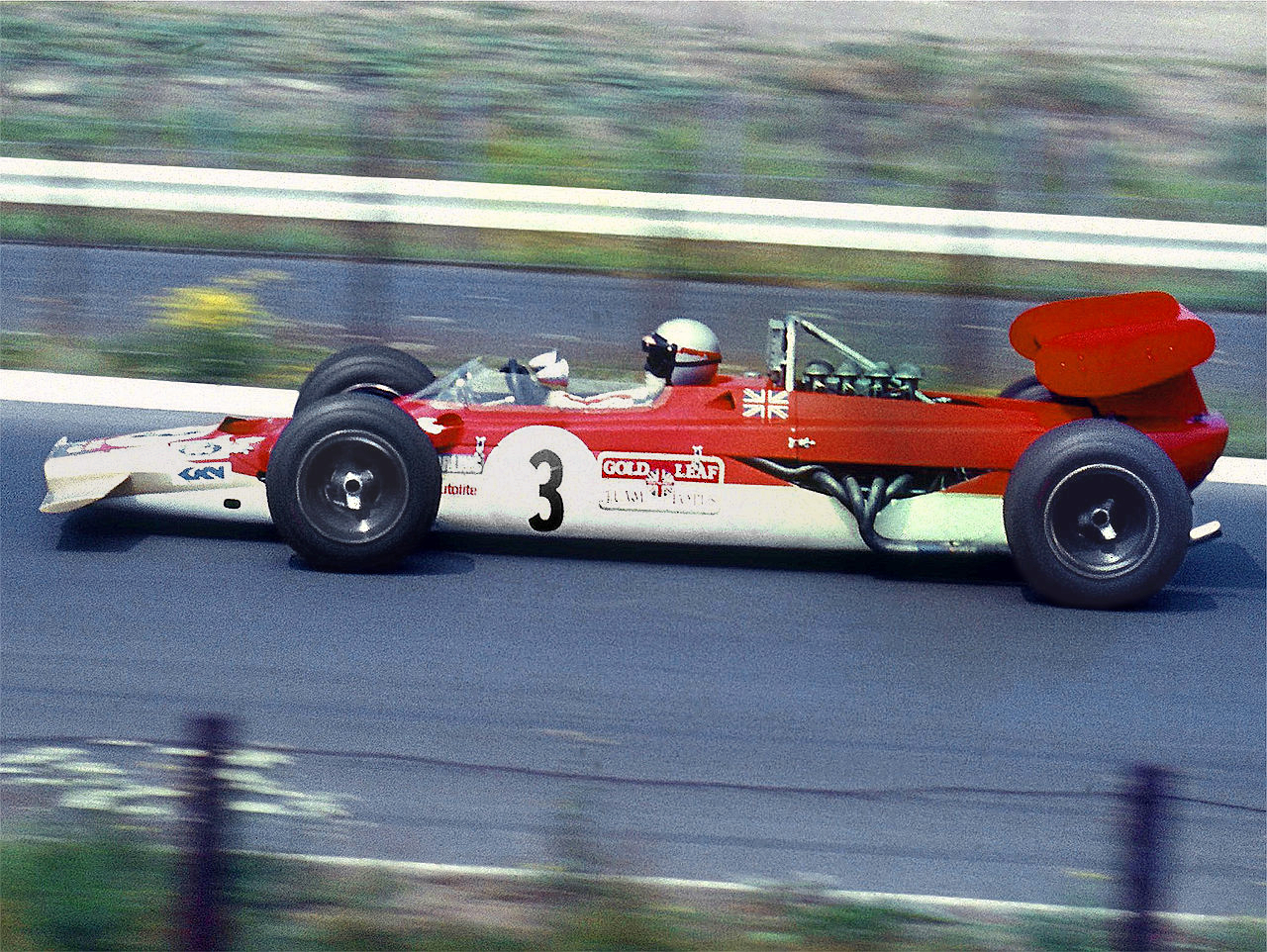
Andretti im Lotus 63 beim Großen Preis von Deutschland 1969

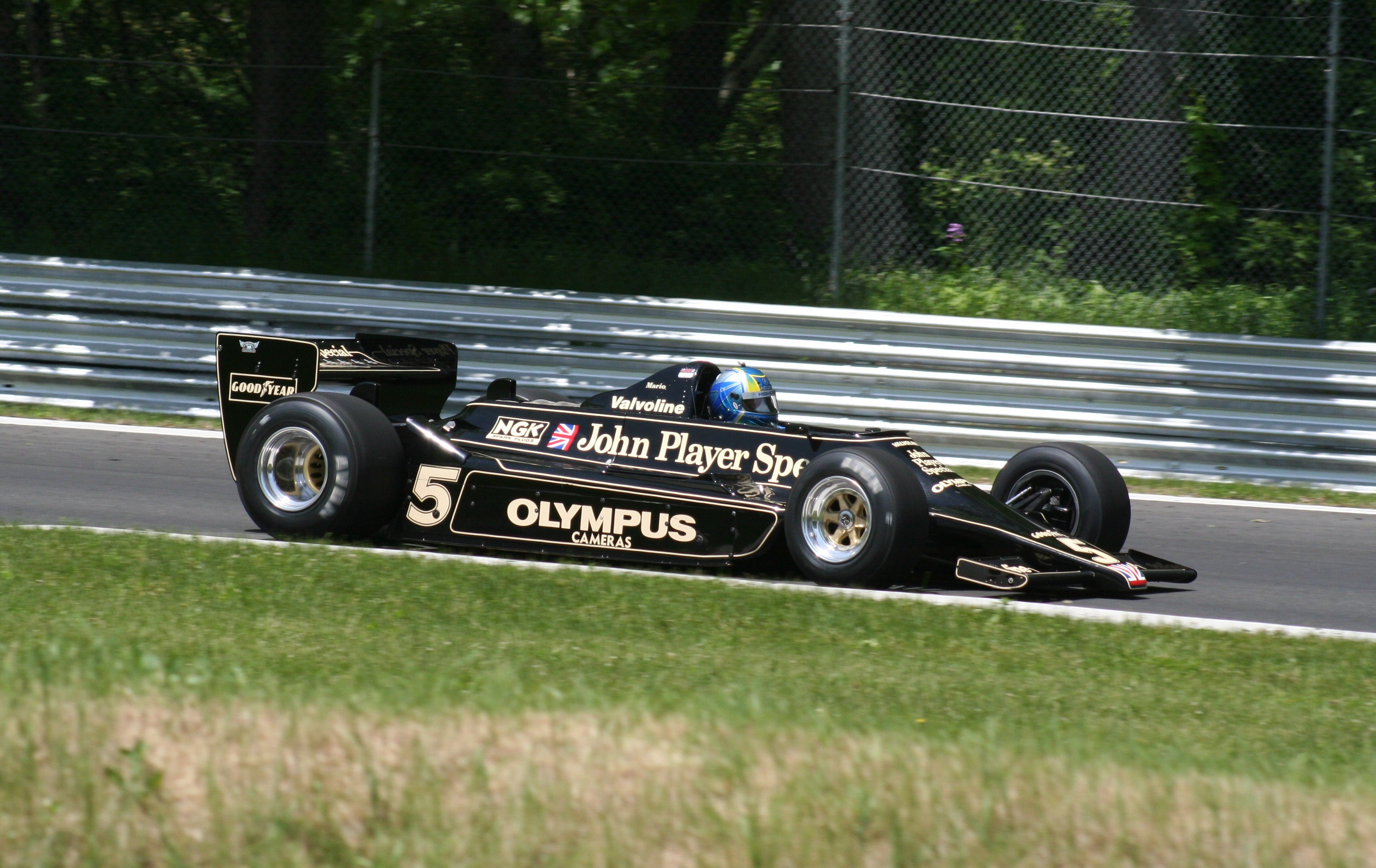
Lotus 79 Ford Cosworth von 1978, mit dem Andretti die Formel-1-WM gewann

Andretti kam 1968 in die Formel 1. Er gab mit der Pole-Position sein Debüt beim Großen Preis der USA in Watkins Glen. Im Rennen fiel er mit Kupplungsschaden am Lotus 49B aus. Seine erste Platzierung in den Punkterängen war gleichzeitig sein erstes Podium. Andy Granatelli finanzierte einen March 701, mit dem Andretti beim Großen Preis von Spanien 1970 Dritter wurde.
Luigi Chinetti, für dessen North American Racing Team Andretti in den 1960er-Jahren bereits Sportwagenrennen gefahren war, vermittelte ihm einen Kontakt zur Scuderia Ferrari. Andretti erhielt einen Werksvertrag, der neben Einsätzen im Sportwagen auch vereinzelte Einsätze in den Formel-1-Weltmeisterschaften 1971 und 1972 umfasste. Eine komplette Saison konnte der US-Amerikaner wegen seines Engagements in der USAC-Championship-Car-Serie nicht bestreiten. Er gewann gleich bei seinem ersten Renneinsatz mit dem Ferrari 312B den Großen Preis von Südafrika 1971. Tiefpunkt des Jahres war der Große Preis von Monaco, bei dem er sich nicht für das Rennen qualifizieren konnte.
Erst Ende der Saison 1974 kehrte er mit Parnelli Jones in die Formel 1 zurück. Die Erfolge mit dem Parnelli VPJ4 blieben bescheiden, Andretti wechselte daher nach drei Rennen 1976 zu Lotus. Mit dem Lotus 77 gewann er das letzte Rennen der Saison in Japan. 1977 gewann er mit dem Nachfolgemodell Lotus 78 vier Rennen und damit die meisten von allen Fahrern, wurde aber nur Dritter in der Weltmeisterschaft. Weltmeister wurde Niki Lauda vor Jody Scheckter, die jeweils nur drei Rennen gewannen, aber im Saisonverlauf zuverlässiger punkteten.
1978 war sein stärkstes Jahr in der Formel 1. Gemeinsam mit seinem Teamkollegen Ronnie Peterson dominierte er die Saison im Lotus 79 und sicherte sich den Fahrertitel. Da sowohl der Lotus 80 als auch der Lotus 81 Fehlkonstruktionen waren, gerieten die folgenden beiden Meisterschaften zu verlorenen Jahren.
1981 wechselte er zu Alfa Romeo. Der Alfa Romeo 179C war ein schneller, aber defektanfälliger Rennwagen. Die ersten Punkte, erreicht durch den vierten Platz beim Saisonstart in Long Beach, blieben die einzigen während der ganzen Saison. Am Ende des Jahres erklärte Andretti seinen Rücktritt aus der Formel 1, kehrte jedoch 1982 für drei Rennen zurück.
Nachdem er schon in Long Beach Ersatzfahrer bei Williams gewesen war, sprang er ab dem Rennen in Monza bei Ferrari für den verletzten Didier Pironi ein. Von der Pole-Position gestartet, wurde Andretti im Rennen hinter dem Renault-Piloten René Arnoux und seinem Teamkollegen Patrick Tambay Dritter. Sein letztes Formel-1-Rennen fuhr er beim Großen Preis von Las Vegas, bei dem er ausschied.

### Weitere Erfolge
Obwohl er 1994 in Form der Arrivederci Mario Tour seine Profikarriere im IndyCar-Rennsport beendete, zog es Andretti in den darauffolgenden Jahren immer wieder nach Le Mans, da er dort beim 24-Stunden-Rennen bislang nur einen zweiten Platz einfahren konnte (1995). 2003 fuhr er bei Testfahrten für das Indianapolis 500 einen Wagen im Team seines Sohnes Michael Andretti. Dabei kam es zu einem Unfall, bei dem er sich mehrfach überschlug, jedoch unverletzt blieb. Diese Fahrt war ein Höhepunkt seiner Karriere, da er nun mit 38 Jahren Profierfahrung (1965–2003) den bis dahin amtierenden Rekordhalter A. J. Foyt (1957–1992) übertroffen hatte.

## Statistik

### USAC-/CART-Meisterschaft
- 1965 Meister USAC Championship Car Series
- 1966 Meister USAC Championship Car Series
- 1969 Meister USAC Championship Car Series
- 1969 Sieger des Indianapolis 500
- 1984 Meister Championship Auto Racing Teams (CART)

### NASCAR
- 1967 Sieger des Daytona 500

### Statistik in der Automobil-/Formel-1-Weltmeisterschaft

#### Grand-Prix-Siege
- 1971  Großer Preis von Südafrika (Kyalami)
- 1976  Großer Preis von Japan (Fuji)
- 1977  Großer Preis der USA West (Long Beach)
- 1977  Großer Preis von Spanien (Jarama)
- 1977  Großer Preis von Frankreich (Dijon-Prenois)
- 1977  Großer Preis von Italien (Monza)
- 1978  Großer Preis von Argentinien (Buenos Aires)
- 1978  Großer Preis von Belgien (Zolder)
- 1978  Großer Preis von Spanien (Jarama)
- 1978  Großer Preis von Frankreich (Le Castellet)
- 1978  Großer Preis von Deutschland (Hockenheim)
- 1978  Großer Preis der Niederlande (Zandvoort)

#### Weltmeisterschaft 1978
- Team: John Player Team Lotus
- Fahrzeug: Lotus 78/Lotus 79
- WM-Punkte: 64
- WM-Platzierung: 1.
- Teamkollegen: Ronnie Peterson, Jean-Pierre Jarier

| Datum  | Grand Prix                    | Qualifikation | Rennen | Bemerkung                        | Schnellste Runde (Rd.)        |
| ------ | ----------------------------- | ------------- | ------ | -------------------------------- | ----------------------------- |
| 15.01. | Argentinien (Buenos Aires)    | 1             | 1      | ––                               | ––                            |
| 29.01. | Brasilien (Jacarepaguá)       | 3             | 4      | 4. Gang blieb stecken            | ––                            |
| 04.03. | Südafrika (Kyalami)           | 2             | 7      | ––                               | 1'17.09 min/191,65 km/h (2.)  |
| 02.04. | USA West (Long Beach)         | 4             | 2      | ––                               | ––                            |
| 07.05. | Monaco (Monte Carlo)          | 4             | 11     | Benzinmessanzeige/Boxenstopp     | ––                            |
| 21.05. | Belgien (Zolder)              | 1             | 1      | ––                               | ––                            |
| 04.06. | Spanien (Jarama)              | 1             | 1      | ––                               | 1'20.06 min/153,08 km/h (5).  |
| 18.06. | Schweden (Anderstorp)         | 1             | DNF    | Motorschaden/Kolben              | ––                            |
| 02.07. | Frankreich (Le Castellet)     | 2             | 1      | ––                               | ––                            |
| 16.07. | Großbritannien (Brands Hatch) | 2             | DNF    | Plattfuß/Boxenstopp/Motorschaden | -–                            |
| 30.07. | Deutschland (Hockenheim)      | 1             | 1      | ––                               | ––                            |
| 13.08. | Österreich (Zeltweg)          | 2             | DNF    | Kollision mit Reutemann/Unfall   | ––                            |
| 27.08. | Niederlande (Zandvoort)       | 1             | 1      | ––                               | ––                            |
| 10.09. | Italien (Monza)               | 1             | 6      | Strafminute wg. Frühstarts       | 1'38.23 min/212,56 km/h (33.) |
| 01.10. | USA Ost (Watkins Glen)        | 1             | DNF    | Motorschaden                     | ––                            |
| 08.10. | Kanada (Montréal)             | 9             | 10     | Kollision mit Watson/Dreher      | ––                            |

#### Einzelergebnisse
| Saison | 1   | 2   | 3   | 4   | 5   | 6   | 7   | 8   | 9   | 10  | 11  | 12  | 13  | 14  | 15  | 16  | 17 |
| ------ | --- | --- | --- | --- | --- | --- | --- | --- | --- | --- | --- | --- | --- | --- | --- | --- | -- |
| 1968   |     |     |     |     |     |     |     |     |     |     |     |     |     |     |     |     |    |
|        |     |     |     |     |     |     |     | DNS |     | DNF |     |     |     |     |     |     |    |
| 1969   |     |     |     |     |     |     |     |     |     |     |     |     |     |     |     |     |    |
| DNF    |     |     |     |     |     | DNF |     |     | DNF |     |     |     |     |     |     |     |    |
| 1970   |     |     |     |     |     |     |     |     |     |     |     |     |     |     |     |     |    |
| DNF    | 3   |     |     |     |     | DNF | DNF | DNF |     |     |     |     |     |     |     |     |    |
| 1971   |     |     |     |     |     |     |     |     |     |     |     |     |     |     |     |     |    |
| 1      | DNF | DNQ | DNF |     |     | 4   |     |     | 13  | DNS |     |     |     |     |     |     |    |
| 1972   |     |     |     |     |     |     |     |     |     |     |     |     |     |     |     |     |    |
| DNF    | 4   | DNF |     |     |     |     |     |     | 7   |     | 6   |     |     |     |     |     |    |
| 1974   |     |     |     |     |     |     |     |     |     |     |     |     |     |     |     |     |    |
|        |     |     |     |     |     |     |     |     |     |     |     |     | 7   | DSQ |     |     |    |
| 1975   |     |     |     |     |     |     |     |     |     |     |     |     |     |     |     |     |    |
| DNF    | 7   | 17* | DNF | DNF |     | 4   |     | 5   | 12  | 10* | DNF | DNF | DNF |     |     |     |    |
| 1976   |     |     |     |     |     |     |     |     |     |     |     |     |     |     |     |     |    |
| DNF    | 6   | DNF | DNF | DNF |     | DNF | 5   | DNF | 12  | 5   | 3   | DNF | 3   | DNF | 1   |     |    |
| 1977   |     |     |     |     |     |     |     |     |     |     |     |     |     |     |     |     |    |
| 5*     | DNF | DNF | 1   | 1   | 5   | DNF | 6   | 1   | 14* | DNF | DNF | DNF | 1   | 2   | 9*  | DNF |    |
| 1978   |     |     |     |     |     |     |     |     |     |     |     |     |     |     |     |     |    |
| 1      | 4   | 7   | 2   | 11  | 1   | 1   | DNF | 1   | DNF | 1   | DNF | 1   | 6   | DNF | 10  |     |    |
| 1979   |     |     |     |     |     |     |     |     |     |     |     |     |     |     |     |     |    |
| 5      | DNF | 4   | 4   | 3   | DNF | DNF | DNF | DNF | DNF | DNF | DNF | 5   | 10* | DNF |     |     |    |
| 1980   |     |     |     |     |     |     |     |     |     |     |     |     |     |     |     |     |    |
| DNF    | DNF | 12  | DNF | DNF | 7   | DNF | DNF | 7   | DNF | 8*  | DNF | DNF | 6   |     |     |     |    |
| 1981   |     |     |     |     |     |     |     |     |     |     |     |     |     |     |     |     |    |
| 4      | DNF | 8   | DNF | 10  | DNF | 8   | 8   | DNF | 9   | DNF | DNF | DNF | 7   | DNF |     |     |    |
| 1982   |     |     |     |     |     |     |     |     |     |     |     |     |     |     |     |     |    |
|        |     | DNF |     |     |     |     |     |     |     |     |     |     |     | 3   | DNF |     |    |

| Legende  | Legende            | Legende                                                          |
| Farbe    | Abkürzung          | Bedeutung                                                        |
| -------- | ------------------ | ---------------------------------------------------------------- |
| Gold     | –                  | Sieg                                                             |
| Silber   | –                  | 2. Platz                                                         |
| Bronze   | –                  | 3. Platz                                                         |
| Grün     | –                  | Platzierung in den Punkten                                       |
| Blau     | –                  | Klassifiziert außerhalb der Punkteränge                          |
| Violett  | DNF                | Rennen nicht beendet (did not finish)                            |
| Violett  | NC                 | nicht klassifiziert (not classified)                             |
| Rot      | DNQ                | nicht qualifiziert (did not qualify)                             |
| Rot      | DNPQ               | in Vorqualifikation gescheitert (did not pre-qualify)            |
| Schwarz  | DSQ                | disqualifiziert (disqualified)                                   |
| Weiß     | DNS                | nicht am Start (did not start)                                   |
| Weiß     | WD                 | zurückgezogen (withdrawn)                                        |
| Hellblau | PO                 | nur am Training teilgenommen (practiced only)                    |
| Hellblau | TD                 | Freitags-Testfahrer (test driver)                                |
| ohne     | DNP                | nicht am Training teilgenommen (did not practice)                |
| ohne     | INJ                | verletzt oder krank (injured)                                    |
| ohne     | EX                 | ausgeschlossen (excluded)                                        |
| ohne     | DNA                | nicht erschienen (did not arrive)                                |
| ohne     | C                  | Rennen abgesagt (cancelled)                                      |
| ohne     | keine WM-Teilnahme |                                                                  |
| sonstige | P/fett             | Pole-Position                                                    |
| sonstige | 1/2/3/4/5/6/7/8    | Punktplatzierung im Sprint-/Qualifikationsrennen                 |
| sonstige | SR/kursiv          | Schnellste Rennrunde                                             |
| sonstige | *                  | nicht im Ziel, aufgrund der zurückgelegten Distanz aber gewertet |
| sonstige | ()                 | Streichresultate                                                 |
| sonstige | unterstrichen      | Führender in der Gesamtwertung                                   |

### Le-Mans-Ergebnisse
| Jahr | Team                        | Fahrzeug               | Teamkollege      | Teamkollege        | Platzierung            | Ausfallgrund       |
| ---- | --------------------------- | ---------------------- | ---------------- | ------------------ | ---------------------- | ------------------ |
| 1966 | Holman & Moody              | Ford GT40 Mk.II        | Lucien Bianchi   |                    | Ausfall                | Zylinder Überhitzt |
| 1967 | Holman & Moody              | Ford Mk.IV             | Lucien Bianchi   |                    | Ausfall                | Unfall             |
| 1983 | Porsche Kremer Racing       | Porsche 956            | Michael Andretti | Philippe Alliot    | Rang 3                 |                    |
| 1988 | Porsche KG                  | Porsche 962C           | Michael Andretti | John Andretti      | Rang 6                 |                    |
| 1995 | Courage Compétition         | Courage C34            | Bob Wollek       | Éric Hélary        | Rang 2 und Klassensieg |                    |
| 1996 | Société Courage Compétition | Courage C36            | Jan Lammers      | Derek Warwick      | Rang 13                |                    |
| 1997 | Société Courage Compétition | Courage C36            | Michael Andretti | Olivier Grouillard | Ausfall                | Unfall             |
| 2000 | Panoz Motorsport            | Panoz LMP-1 Roadster S | David Brabham    | Jan Magnussen      | Rang 15                |                    |

### Sebring-Ergebnisse
| Jahr | Team                       | Fahrzeug        | Teamkollege     | Teamkollege     | Platzierung            | Ausfallgrund    |
| ---- | -------------------------- | --------------- | --------------- | --------------- | ---------------------- | --------------- |
| 1966 | North American Racing Team | Ferrari 365P2   | Pedro Rodríguez |                 | Ausfall                | Unfall          |
| 1967 | Ford Motor Company         | Ford GT40 MK.IV | Bruce McLaren   |                 | Gesamtsieg             |                 |
| 1969 | Ferrari S.P.A. SEFAC       | Ferrari 312P    | Chris Amon      |                 | Rang 2 und Klassensieg |                 |
| 1970 | Ferrari S.P.A. SEFAC       | Ferrari 512S    | Ignazio Giunti  | Nino Vaccarella | Gesamtsieg             |                 |
| 1971 | Ferrari Automobili         | Ferrari 312PB   | Jacky Ickx      |                 | Ausfall                | Getriebeschaden |
| 1972 | Ferrari                    | Ferrari 312PB   | Jacky Ickx      |                 | Gesamtsieg             |                 |

### Einzelergebnisse in der Sportwagen-Weltmeisterschaft
| Saison | Team                      | Rennwagen               | 1   | 2   | 3   | 4   | 5   | 6   | 7   | 8   | 9   | 10  | 11  | 12  | 13  | 14  | 15  | 16  | 17  | 18  | 19  | 20  |
| ------ | ------------------------- | ----------------------- | --- | --- | --- | --- | --- | --- | --- | --- | --- | --- | --- | --- | --- | --- | --- | --- | --- | --- | --- | --- |
| 1965   | NART                      | Ferrari 275P            | DAY | SEB | BOL | MON | MON | RTT | TAR | SPA | NÜR | MUG | ROS | LEM | REI | BOZ | FRE | CCE | OVI | NÜR | BRI | BRI |
| 1965   | NART                      | Ferrari 275P            |     |     |     |     |     |     |     |     |     |     |     |     |     |     |     |     | DNF |     |     |     |
| 1966   | NART Holman & Moody       | Ferrari 365P2 Ford GT40 | DAY | SEB | MON | TAR | SPA | NÜR | LEM | MUG | CCE | HOK | SIM | NÜR | ZEL |     |     |     |     |     |     |     |
| 1966   | NART Holman & Moody       | Ferrari 365P2 Ford GT40 | 4   | DNF |     |     |     |     | DNF |     |     |     |     |     |     |     |     |     |     |     |     |     |
| 1967   | Holman & Moody            | Ford GT40               | DAY | SEB | MON | SPA | TAR | NÜR | LEM | HOK | MUG | BRH | CCE | ZEL | OVI | NÜR |     |     |     |     |     |     |
| 1967   | Holman & Moody            | Ford GT40               | DNF | 1   |     |     |     |     | DNF |     |     |     |     |     |     |     |     |     |     |     |     |     |
| 1968   | Autodelta                 | Alfa Romeo T33          | DAY | SEB | BRH | MON | TAR | NÜR | SPA | WAT | ZEL | LEM |     |     |     |     |     |     |     |     |     |     |
| 1968   | Autodelta                 | Alfa Romeo T33          | 6   |     |     |     |     |     |     |     |     |     |     |     |     |     |     |     |     |     |     |     |
| 1969   | Scuderia Ferrari          | Ferrari 312P            | DAY | SEB | BRH | MON | TAR | SPA | NÜR | LEM | WAT | ZEL |     |     |     |     |     |     |     |     |     |     |
| 1969   | Scuderia Ferrari          | Ferrari 312P            |     | 2   |     | DNF |     |     |     |     |     |     |     |     |     |     |     |     |     |     |     |     |
| 1970   | Scuderia Ferrari          | Ferrari 512S            | DAY | SEB | BRH | MON | TAR | SPA | NÜR | LEM | WAT | ZEL |     |     |     |     |     |     |     |     |     |     |
| 1970   | Scuderia Ferrari          | Ferrari 512S            | 3   | 1   |     |     |     |     |     |     | 3   |     |     |     |     |     |     |     |     |     |     |     |
| 1971   | Scuderia Ferrari          | Ferrari 312PB           | BUA | DAY | SEB | BRH | MON | SPA | TAR | NÜR | LEM | ZEL | WAT |     |     |     |     |     |     |     |     |     |
| 1971   | Scuderia Ferrari          | Ferrari 312PB           |     |     | DNF |     |     |     |     |     |     | DNF |     |     |     |     |     |     |     |     |     |     |
| 1972   | Scuderia Ferrari          | Ferrari 312PB           | BUA | DAY | SEB | BRH | MON | SPA | TAR | NÜR | LEM | ZEL | WAT |     |     |     |     |     |     |     |     |     |
| 1972   | Scuderia Ferrari          | Ferrari 312PB           | 10  | 1   | 1   | 1   |     |     |     |     |     |     | 1   |     |     |     |     |     |     |     |     |     |
| 1974   | Autodelta                 | Alfa Romeo T33          | MON | SPA | NÜR | IMO | LEM | ZEL | WAT | LEC | BRH | KYA |     |     |     |     |     |     |     |     |     |     |
| 1974   | Autodelta                 | Alfa Romeo T33          | 1   |     |     |     |     |     | DNF |     |     |     |     |     |     |     |     |     |     |     |     |     |
| 1975   | Willi Kauhsen Racing Team | Alfa Romeo T33          | DAY | MUG | DIJ | MON | SPA | PER | NÜR | ZEL | WAT |     |     |     |     |     |     |     |     |     |     |     |
| 1975   | Willi Kauhsen Racing Team | Alfa Romeo T33          |     |     |     |     |     | 2   |     |     |     |     |     |     |     |     |     |     |     |     |     |     |
| 1983   | Kremer Racing             | Porsche 956             | MON | SIL | NÜR | LEM | SPA | FUJ | KYA |     |     |     |     |     |     |     |     |     |     |     |     |     |
| 1983   | Kremer Racing             | Porsche 956             | 3   |     |     |     |     |     |     |     |     |     |     |     |     |     |     |     |     |     |     |     |
| 1988   | Porsche                   | Porsche 962             | JER | JAR | MON | SIL | LEM | BRÜ | BRH | NÜR | SPA | FUJ | SAN |     |     |     |     |     |     |     |     |     |
| 1988   | Porsche                   | Porsche 962             |     | 6   |     |     |     |     |     |     |     |     |     |     |     |     |     |     |     |     |     |     |